# ROCKBOUND NEIGHBORS
『ROCKBOUND NEIGHBORS』（ロックバウンド・ネイバーズ）は、水樹奈々の9枚目のオリジナルアルバム。2012年12月12日にキングレコードから発売された。

## 概要
前作『IMPACT EXCITER』から約2年5か月ぶりのリリースとなるオリジナルアルバム。販売形態はCD+Blu-ray、CD+DVD、CDの3種リリースで、Blu-rayおよびDVDにはジャケット写真及び初回特典のブックレットの撮影の様子が収められたメイキング映像、2012年9月23日に平安神宮にて行われた「水樹奈々 平安神宮奉納公演～蒼月之宴～」の模様が収録されている。
タイトルの「ROCKBOUND NEIGHBORS」は、仲間との絆を大事にしたいという想いを込めて付けられた。
ジャケット写真は愛媛県庁舎で撮影されたほか、初回限定盤付属フォトブックも「原点に立ち返る」との意味を込めて愛媛県内で撮影された。
2012年12月11日付オリコンデイリーアルバムチャートで初登場2位。翌日、12月12日付の同チャートで1位を記録し、『ULTIMATE DIAMOND』以来アルバム通算2作目のデイリー1位となった。週間チャートでは2位となったが、前作から約3000枚増の96,661枚を売り上げ、シングル・アルバム両方において自身最高の初動売り上げ枚数を記録した。

## 収録曲
1. アヴァロンの王冠 [5:11]
作詞：Hibiki／作曲：藤田淳平（Elements Garden）／編曲：Evan Call（Elements Garden）
フルオーケストラライブを意識した映画音楽のような迫力のある曲[2]。
2. Naked Soldier [3:45]
作詞・作曲：KOUTAPAI／編曲：中山真斗（Elements Garden）
ボーイッシュだけど女の子らしい面も持っている「ボクっ娘」が歌詞のテーマになっている[2]。
3. Get my drift? [3:15]
作詞：Hassy／作曲：加藤肇／編曲：大西省吾
タイトルは「わかってる?」という意味で、女の子の葛藤やモヤモヤした気持ちを歌っている[2]。
4. Lovely Fruit [3:50]
作詞：Hibiki／作曲・編曲：上松範康（Elements Garden）
  - フジテレビ系アニメ『トリコ』6代目エンディングテーマ

水樹曰く「コミカルでかわいい楽曲」であるという[1]。
5. ダーリンプラスティック [4:28]
作詞：藤林聖子／作曲・編曲：伊藤寛之
  - TOKYO FM『水樹奈々のMの世界』エンディングテーマ

曲を聞いた瞬間「いつもの戦闘服ではなく肩の力を抜いて、普段着の水樹奈々で歌えたら・・・」と思ったというポップな曲[2]。
6. BRIGHT STREAM [4:11]
作詞：水樹奈々／作曲：吉木絵里子／編曲：藤間仁（Elements Garden）
  - アニメ映画『魔法少女リリカルなのは The MOVIE 2nd A's』主題歌
7. 星屑シンフォニー [4:19]
作詞・作曲：しほり／編曲：齋藤真也
ストリングスとバンドサウンドが融合して、そこにベルや鈴の音色、優しい女声コーラスが入った冬らしい曲[2]。
8. LINKAGE [4:28]
作詞：ゆうまお／作曲：俊龍／編曲：加藤裕介
  - ニンテンドー3DS、PSP用ソフト『アンチェインブレイズ エクシヴ』主題歌
9. STAR ROAD [4:35]
作詞・作曲：水樹奈々／編曲：藤間仁（Elements Garden）
10月下旬に軽井沢に星を観に行った時に浮かんだメロディーで、水樹曰く「冬の星空が似合う曲」[2]。
10. Synchrogazer -Aufwachen Form- [5:22]
作詞：水樹奈々／作曲・編曲：上松範康（Elements Garden）
  - テレビアニメ『戦姫絶唱シンフォギア』オープニングテーマ。作中で使用されたロングイントロバージョン。
11. Crescent Child [4:11]
作詞：藤林聖子／作曲：松井喬樹（Integral Clover）／編曲：Integral Clover
水樹曰く「中低音が続くが最後でいきなりグンと高くなるスパルタな曲」[2]。
12. 奇跡のメロディア [4:11]
作詞：水樹奈々／作曲：上松範康（Elements Garden）／編曲：藤間仁（Elements Garden）
  - PSP用ゲーム 「シャイニング・アーク」 主題歌
13. METRO BAROQUE [4:32]
作詞：水樹奈々／作曲：やしきん／編曲：中山真斗（Elements Garden）
  - アニメ映画『劇場版 BLOOD-C The Last Dark』主題歌
14. Happy☆Go-Round! [4:14]
作詞：Rico、作曲・編曲：齋藤真也
  - CS放送フジテレビTWOオリジナルドラマ『スイッチガール!! 2』主題歌
15. Sacred Force -Extended Mix- [4:27]
作詞：Hibiki／作曲：しほり／編曲：藤間仁（Elements Garden）
  - アニメ映画『魔法少女リリカルなのは The MOVIE 2nd A's』挿入歌のアレンジバージョン。『-The MOVIE 2nd A's』ではこちらのバージョンが実際の挿入歌として使用されている。
16. 約束 [4:59]
作詞：SAYURI・水樹奈々／作曲：吉木絵里子／編曲：陶山隼

## Blu-ray/DVD（初回限定盤のみ）
- 「水樹奈々 平安神宮奉納公演～蒼月之宴～」

| 01 | MAKING           |
| 02 | OPENING          |
| 03 | 悦楽カメリア     |
| 04 | WILD EYES        |
| 05 | MC-1             |
| 06 | Heaven Knows     |
| 07 | Brilliant Star   |
| 08 | 残光のガイア     |
| 09 | PHANTOM MINDS    |
| 10 | 深愛             |
| 11 | BRIGHT STREAM    |
| 12 | MC-2             |
| 13 | 純潔パラドックス |
| 14 | ETERNAL BLAZE    |
| 15 | MC-3             |
| 16 | ヒメムラサキ     |
| 17 | MC-4             |
| 18 | Pray             |
| 19 | LINE UP          |
| 20 | ENDROLL          |
- 「ROCKBOUND NEIGHBORS」PHOTO SHOOTING

## クレジット
| NANA MIZUKI PRESENTS                                                                               | NANA MIZUKI PRESENTS                                                          |
| -------------------------------------------------------------------------------------------------- | ----------------------------------------------------------------------------- |
| producer                                                                                           | AKIO MISHIMA(KING RECORDS)                                                    |
| art direction & design                                                                             | KENJI KIYAMA(PERMANENT)                                                       |
| photography                                                                                        | YASUO AWANE(PERMANENT)                                                        |
| styling                                                                                            | MICHIYO ISHIGE                                                                |
| hair & make up                                                                                     | MIKAMI(3rd)                                                                   |
| location coordinate                                                                                | SATOSHI TANIGUCHI(EHIME FILM COMMISSION)                                      |
| location service                                                                                   | KENICHI INAGAKI(GRACE)                                                        |
| visual coordinate                                                                                  | TOMOKA KONAGAYA(KING RECORDS)                                                 |
| artist management                                                                                  | HIROAKI MASUKO(SIGMA SEVEN)                                                   |
| promotion                                                                                          | KEIJI MOGI(KING RECORDS)                                                      |
| promotion                                                                                          | ASUKA NODA(KING RECORDS)                                                      |
| promotion                                                                                          | YUKIKO OHNO(KING RECORDS)                                                     |
| sales promotion                                                                                    | NATSUKO MORO(KING RECORDS)                                                    |
| desk promotion                                                                                     | TOMOKO KOGURE(SIGMA SEVEN)                                                    |
| desk promotion                                                                                     | MARIKO KOBAYASHI(KING RECORDS)                                                |
| production administrator                                                                           | TOSHIAKI SATO(KING RECORDS)                                                   |
| a&r                                                                                                | YUSUKE MORII(KING RECORDS)                                                    |
| supervisor                                                                                         | ISAMU TANAKA(KING RECORDS)                                                    |
| executive producer                                                                                 | RITSUO HASEGAWA(KING RECORDS)                                                 |
| executive producer                                                                                 | ETSUTARO URABE(SIGMA SEVEN)                                                   |
| special thanks to                                                                                  | dwango,XING,HAKUHODO,ARIA entertainment,onetrap,Rock Field,SCOOP Music        |
| special thanks to                                                                                  | FUJIPACIFIC MUSIC,JCM,SEVEN SEAS MUSIC,TOKYO FM MUSIC ENTERTAINMENT           |
| special thanks to                                                                                  | BUNKA HOUSOU,TOKYO FM,USEN,RADIO OSAKA,TOKAI RADIO,NANKAI HOUSOU              |
| special thanks to                                                                                  | KYUSHU ASAHI HOUSOU,STV RADIO,SHINETSU HOUSOU,HOKURIKU HOUSOU,NAGASAKI HOUSOU |
| special thanks to                                                                                  | YAMANASHI HOUSOU,RADIO FUKUSHIMA,NANOHA The MOVIE 2nd A's PROJECT             |
| special thanks to                                                                                  | Project BLOOD-C Movie,PROJECT SYMPHOGEAR,FURYU CORPORATION,SEGA               |
| special thanks to                                                                                  | TV ANIMATION TORIKO,YOMIKO,Quarus,NKB,KOA-SHA                                 |
| special thanks to                                                                                  | MASAAKI MATSUBARA,YUSUKE IMANAMI,KENTARO TADOKORO,YOSHIE UEKI                 |
| special thanks to                                                                                  | MASAYOSHI KONISHI,YU SHIBASAKI,YASUNARI FUKUDA,YASUYUKI AZUMA                 |
| special thanks to                                                                                  | MAMA,PAPA,S.C.NANA NET STAFF,S.C.NANA NET MEMBERS                             |
| BD/DVD 「水樹奈々 平安神宮奉納公演～蒼月之宴～」 「ROCKBOUND NEIGHBORS」PHOTOSHOOOTING directed by | URARA SATO                                                                    |